# 海南蕊木
海南蕊木（学名：Kopsia hainanensis）为夹竹桃科蕊木属的植物。分布于中国大陆的海南等地，见于低海拔至中海拔的丘陵、山地林谷中或溪畔处。
其种加词“hainanensis”意为“海南的”。